# USS Ordronaux (DD-617)
USS Ordronaux (DD–617) là một tàu khu trục thuộc lớp Benson của Hải quân Hoa Kỳ đã phục vụ trong suốt Chiến tranh Thế giới thứ hai. Nó là chiếc tàu chiến duy nhất của Hải quân Hoa Kỳ được đặt tên theo John Ordronaux (1778-1841), một thuyền trưởng tàu lùng từng tham gia cuộc Chiến tranh 1812.

## Thiết kế và chế tạo
Ordronaux được đặt lườn tại xưởng tàu Fore River Shipyard của hãng Bethlehem Steel Co. ở Quincy, Massachusetts vào ngày 25 tháng 7 năm 1942. Nó được hạ thủy vào ngày 9 tháng 11 năm 1942; được đỡ đầu bởi bà J. Henry Judik, và được cho nhập biên chế vào ngày 13 tháng 2 năm 1943 dưới quyền chỉ huy của Hạm trưởng, Thiếu tá Hải quân Robert Brodie, Jr..

## Lịch sử hoạt động

### 1943
Sau khi hoàn tất chạy thử máy, Ordronaux khởi hành từ New York vào ngày 1 tháng 5 năm 1943 để hộ tống một đoàn tàu vận tải đi Mers-El-Kebir, Algérie. Hoạt động tác chiến đầu tiên của nó diễn ra vào ngày 6 tháng 7, khi nó bị máy bay Đức tấn công trong lúc đang neo đậu tại Bizerte. Hỏa lực phòng không của nó đã giúp bắn rơi nhiều máy bay đối phương. Trong cuộc đổ bộ lên Sicily vào ngày 9 tháng 7, nó dẫn đầu một hải đội tàu phóng lôi tuần tra khu vực cảng Porto Empedocle, đối đầu và tiêu diệt các tàu E boat Đức và tàu MAS Ý, cũng như bảo vệ chống tàu ngầm cho các tàu chiến Đồng Minh và bắn pháo hỗ trợ cho cuộc tấn công cho đến ngày 21 tháng 7.

### 1944
Trong gần một năm tiếp theo, Ordronaux thực hiện nhiều chuyến hộ tống vận tải vượt Đại Tây Dương và băng qua Địa Trung Hải. Vào ngày 7 tháng 4 năm 1944, đang khi hoạt động cùng một đội tìm-diệt tàu ngầm bao gồm các tàu khu trục và tàu khu trục hộ tống, nó phát hiện chiếc tàu ngầm U-boat Đức U-856 về phía Nam Nova Scotia. Tàu khu trục USS Champlin đã bắt được tín hiệu dò âm dưới nước đầu tiên, và đã cùng tàu khu trục hộ tống USS Huse tiến hành nhiều đợt tấn công bằng mìn sâu, buộc chiếc tàu ngầm phải nổi lên mặt nước. Cả hai đã nổ súng, và Champlin đã húc vào con tàu đối phương. USS Nields và Ordronaux đã bắt giữ 28 người sống sót từ chiếc U-856.
Vào ngày 12 tháng 5, Ordronaux quay trở lại Địa Trung Hải cùng với USS MacKenzie để hộ tống cho HMS Dido, khi chiếc tàu tuần dương Anh bắn phá Terracina và Gaeta trên bờ biển phía Tây nước Ý hỗ trợ cho cuộc tiến quân của Tập đoàn quân 5 Hoa Kỳ vốn đang tiến về phía Rome. Trong thời gian còn lại của tháng, Ordronaux hoạt động cùng với Dido và tàu tuần dương Pháp Émile Bertin hỗ trợ cho bãi đổ bộ tại Anzio.
Vào ngày 9 tháng 8, được điều sang một lực lượng bắn pháo hỗ trợ để tham gia Chiến dịch Dragoon, cuộc đổ bộ của Đồng Minh lên miền Nam nước Pháp. Vào ngày 15 tháng 8, nó hoạt động chỉ cách bãi đổ bộ 3.000 yd (2,7 km), bắn pháo theo yêu cầu của sĩ quan liên lạc hải quân và trinh sát Lục quân. Nhiều lần nó bị bắn phá bởi các khẩu đội pháo bờ biển 88 mm của đối phương.

### 1945
Sau khi hoàn tất các hoạt động tại miền Nam nước Pháp, Ordronaux quay trở lại nhiệm vụ hộ tống vận tải. Sau khi quay trở lại New York vào ngày 1 tháng 5 năm 1945 để cải biến, nó lên đường đi sang khu vực Thái Bình Dương ngang qua kênh đào Panama. Nó đi đến Trân Châu Cảng vào ngày 24 tháng 7, để rồi khởi hành ngay sau đó hướng đến đảo Wake. Tại đây vào ngày 1 tháng 8, nó tiến hành bắn phá bờ biển, gặp phải hỏa lực chống trả đáng kể. Nó đi đến Okinawa nhiều ngày trước khi Nhật Bản đầu hàng; và sau đó thực hiện hai cuộc đổ bộ chiếm đóng lên Wakayama và Nagoya. Nó còn thực hiện nhiều chuyến đi đến các cảng thuộc đảo Honshū, bao gồm hai chuyến đi đến vịnh Tokyo, trước khi lên đường quay trở về Hoa Kỳ vào ngày 31 tháng 10.
Quay trở về vùng bờ Đông, Ordronaux thực hiện các hoạt động tại chỗ ngoài khơi Charleston, South Carolina, cho đến khi nó được cho xuất biên chế vào tháng 1 năm 1947, và được đưa về Đội Charleston thuộc Hạm đội Dự bị Đại Tây Dương. Chiếc tàu khu trục sau đó chuyển đến Orange, Texas; được rút khỏi danh sách Đăng bạ Hải quân vào ngày 1 tháng 7 năm 1971 và bị tháo dỡ vào năm 1973.

## Phần thưởng
Ordronaux được tặng thưởng ba Ngôi sao Chiến trận do thành tích phục vụ trong Thế Chiến II.